# Angela Bassett
Angela Evelyn Bassett (Nova Iorque, 16 de Agosto de 1958) é uma cantora, compositora, instrumentista, atriz e diretora norte-americana. É ganhadora de dois prêmios NAACP Image Award de Melhor Atriz no Cinema e um Globo de Ouro de Melhor atriz em comédia ou musical pelo filme What's Love Got to Do with It, pelo qual foi indicada ao Oscar de melhor atriz. É formada em música e composição. Interpretou uma personagem em Meet the Robinsons, um filme da Walt Disney Pictures. Já atuou na série norte americana American Horror Story e atualmente estrela a série 9-1-1. Em 2023, ela recebeu o Oscar Honorário por "ao longo de sua carreira de décadas, continuar a oferecer performances transcendentes que estabelecem novos padrões de atuação".

## Biografia
Bassett estudou na Yale University e formou-se bacharelado em artes estudos afro-americanos em 1980. Ela então estudou atuação na Yale School of Drama e obteve um mestrado em 1983.

## Vida pessoal
Ela é cristã evangélica pentecostais e membro da Igreja de Deus em Cristo Oeste de Los Angeles (Igreja de Deus em Cristo), localizada em Los Angeles. 

## Filmografia

### Cinema
| Ano  | Título                                    | Papel                                    | Notas          |
| ---- | ----------------------------------------- | ---------------------------------------- | -------------- |
| 1986 | F/X                                       | Repórter de TV                           |                |
| 1990 | Kindergarten Cop                          | Comissária de bordo                      |                |
| 1991 | City of Hope                              | Reesha                                   |                |
| 1991 | Boyz n the Hood                           | Reva Devereaux                           |                |
| 1992 | Critters 4                                | Fran                                     |                |
| 1992 | Passion Fish                              | Rhonda / Dawn                            |                |
| 1992 | Innocent Blood                            | Procuradora dos EUA Sinclair             |                |
| 1992 | Malcolm X                                 | Betty Shabazz                            |                |
| 1993 | What's Love Got to Do with It             | Tina Turner                              |                |
| 1995 | Panther                                   | Dra. Betty Shabazz                       |                |
| 1995 | Strange Days                              | Lornette 'Mace' Mason                    |                |
| 1995 | Vampire in Brooklyn                       | Det. Rita Veder                          |                |
| 1995 | Waiting to Exhale                         | Bernadine 'Bernie' Harris                |                |
| 1997 | Contact                                   | Rachel Constantine                       |                |
| 1998 | How Stella Got Her Groove Back            | Stella Payne                             |                |
| 1999 | Our Friend, Martin                        | Mãe de Miles                             |                |
| 1999 | Music of the Heart                        | Janet                                    |                |
| 2000 | Supernova                                 | Dra. Kaela Evers                         |                |
| 2000 | Whispers: An Elephant's Tale              | Groove                                   |                |
| 2000 | Boesman and Lena                          | Lena                                     |                |
| 2001 | The Score                                 | Diane                                    |                |
| 2002 | Sunshine State                            | Desiree Perry                            |                |
| 2003 | Masked and Anonymous                      | Amante                                   |                |
| 2004 | The Lazarus Child                         | Dra. Elizabeth Chase                     |                |
| 2004 | Mr 3000                                   | Maureen 'Mo' Simmons                     |                |
| 2005 | Mr. & Mrs. Smith                          | Chefe do Sr. Smith (voz)                 |                |
| 2006 | Akeelah and the Bee                       | Tanya                                    |                |
| 2007 | Meet the Robinsons                        | Mildred                                  |                |
| 2008 | Of Boys and Men                           | Rieta Cole                               |                |
| 2008 | Meet the Browns                           | Brenda Brown                             |                |
| 2008 | Nothing But the Truth                     | Bonnie Benjamin                          |                |
| 2008 | Gospel Hill                               | Sarah Malcolm                            |                |
| 2009 | Notorious                                 | Voletta Wallace                          |                |
| 2011 | Jumping the Broom                         | Sra. Watson                              |                |
| 2011 | Green Lantern                             | Doutora Waller                           |                |
| 2012 | This Means War                            | Collins                                  |                |
| 2013 | Olympus Has Fallen                        | Diretora do Serviço Secreto Lynne Jacobs |                |
| 2013 | Black Nativity                            | Aretha Cobbs                             |                |
| 2014 | White Bird in a Blizzard                  | Dra. Thaler                              |                |
| 2015 | Survivor                                  | Embaixadora Maureen Crane                |                |
| 2015 | Curious George 3: Back to the Jungle      | Dra. Kulinda                             |                |
| 2015 | Chi-Raq                                   | Senhorita Helen                          |                |
| 2016 | London Has Fallen                         | Lynne Jacobs                             |                |
| 2018 | Black Panther                             | Ramonda                                  |                |
| 2018 | Mission: Impossible - Fallout             | Erika Sloane                             |                |
| 2018 | Bumblebee                                 | Shatter (voz)                            |                |
| 2019 | Avengers: Endgame                         | Ramonda                                  |                |
| 2019 | Otherhood                                 | Carol Walker                             |                |
| 2020 | Attorneys at Love                         | Narradora                                | Curta-metragem |
| 2020 | Soul                                      | Dorothea                                 |                |
| 2021 | Gunpowder Milkshake                       | Anna May                                 |                |
| 2022 | Wendell & Wild                            | Irmã Helley                              |                |
| 2022 | Black Panther: Wakanda Forever            | Ramonda                                  |                |
| 2024 | Orion and the Dark                        | Bons Sonhos                              |                |
| 2024 | Damsel                                    | Lady Bayford                             |                |
| 2025 | Mission: Impossible – The Final Reckoning | Erika Sloane                             |                |
| 2026 | Wildwood                                  | Iphigenia                                |                |

### Televisão
| Ano           | Título                                          | Papel                               | Notas                                                 |
| ------------- | ----------------------------------------------- | ----------------------------------- | ----------------------------------------------------- |
| 1985          | Search for Tomorrow                             | Salina McCulla                      | 5 episódios                                           |
| 1985-1988     | The Cosby Show                                  | Sra. Mitchell / Sara                | 2 episódios                                           |
| 1985          | Spenser: For Hire                               | Filha de Joe                        | Episódio: "The Choice"                                |
| 1986          | Liberty                                         | Linda Thornton                      | Telefilme                                             |
| 1987          | The Guiding Light                               | Angela                              | Episódio: "1.10366"                                   |
| 1987          | Leg Work                                        | Dra. Griffin                        | Episódio: "Things That Go Bump in the Night"          |
| 1989          | A Man Called Hawk                               | Bailey Webster                      | 3 episódios                                           |
| 1989          | Heartbeat                                       | Jeanette Calder R.N.                | Episódio: "Gestalt and Battery"                       |
| 1989          | Tour of Duty                                    | Ten. Camilla Patterson              | 2 episódios                                           |
| 1989          | 227                                             | Amy Burnett                         | Episódio: "A Pampered Tale"                           |
| 1989          | Thirtysomething                                 | Kate Harriton                       | Episódio: "Legacy"                                    |
| 1990          | Family of Spies                                 | Bev Andress                         | 2 episódios                                           |
| 1990          | Alien Nation                                    | Renee Longstreet                    | Episódio: "Eyewitness News"                           |
| 1990          | Challenger                                      | Cheryl McNair                       | Telefilme                                             |
| 1990          | Equal Justice                                   | Janet Fields                        | Episódio: "Goodbye, Judge Green"                      |
| 1990          | Perry Mason: In the Case of the Silenced Singer | Carla Peters                        | Telefilme                                             |
| 1990          | In the Best Interest of the Child               | Lori                                | Telefilme                                             |
| 1991          | Line of Fire: The Morris Dees Story             | Pat                                 | Telefilme                                             |
| 1991          | The Flash                                       | Linda Lake                          | Episódio: "Beat the Clock"                            |
| 1991          | Fire: Trapped on the 37th Floor                 | Allison                             | Telefilme                                             |
| 1991          | Stat                                            | Dra. Willie Burns                   | Episódio: "Ladyfinger"                                |
| 1991          | The Heroes of Desert Storm                      | Ten. Phoebe Jeter                   | Telefilme                                             |
| 1991          | Locked Up: A Mother's Rage                      | Willie                              | Telefilme                                             |
| 1991          | One Special Victory                             | Lois                                | Telefilme                                             |
| 1992          | Nightmare Cafe                                  | Evelyn                              | Episódio: "Sanctuary for a Child"                     |
| 1992          | The Jacksons: An American Dream                 | Katherine Jackson                   | 2 episódios                                           |
| 2001          | Ruby's Bucket of Blood                          | Ruby Delacroix                      | Telefilme                                             |
| 2002          | The Rosa Parks Story                            | Rosa Parks                          | Telefilme                                             |
| 2003          | Freedom: A History of Us                        | Melba Pattillo / Sheyann Webb (voz) | 2 episódios                                           |
| 2003          | The Bernie Mac Show                             | Ela mesma                           | Episódio: "Laughing Matters"                          |
| 2005          | Alias                                           | Hayden Chase                        | 4 episódios                                           |
| 2006          | Time Bomb                                       | Jill Greco                          | Telefilme                                             |
| 2008-2009     | ER                                              | Cate Banfield                       | 21 episódios                                          |
| 2010          | The Simpsons                                    | Michelle Obama                      | Episódio: "Stealing First Base"                       |
| 2011          | Identity                                        | Martha Adams                        | Telefilme                                             |
| 2012          | Rogue                                           | Alice Vargas                        | Telefilme                                             |
| 2013          | Betty & Coretta                                 | Coretta Scott King                  | Telefilme                                             |
| 2013-2014     | American Horror Story: Coven                    | Marie Laveau                        | 12 episódios                                          |
| 2014-2015     | American Horror Story: Freak Show               | Desiree Dupree                      | 13 episódios                                          |
| 2015-2018     | BoJack Horseman                                 | Ana Spanikopita                     | 10 episódios                                          |
| 2015-2016     | American Horror Story: Hotel                    | Ramona Royale                       | 12 episódios                                          |
| 2016          | American Horror Story: Roanoke                  | Lee Harris / Monet Tumusiime        | 10 episódios                                          |
| 2016          | The Snowy Day                                   | Nana                                | Telefilme                                             |
| 2016          | Close to the Enemy                              | Eva                                 | 7 episódios                                           |
| 2017          | Underground                                     | Parteira                            | Episódio: "Ache"                                      |
| 2017-2021     | Master of None                                  | Catherine                           | 2 episódios                                           |
| 2018-presente | 9-1-1                                           | Athena Grant                        | Protagonista e produtora executiva                    |
| 2018          | American Horror Story: Apocalypse               | Marie Laveau                        | Episódio: "Apocalypse Then"                           |
| 2019          | A Black Lady Sketch Show                        | Mo                                  | Episódio: "Angela Bassett Is the Baddest Bitch"       |
| 2021          | What If...?                                     | Rainha Ramonda                      | Episódio: "What If... Killmonger Rescued Tony Stark?" |
| 2022          | 9-1-1: Lone Star                                | Athena Grant                        | Episódio: "Prince Albert in a Can"                    |
| 2025          | Moon Girl and Devil Dinosaur                    | Decoy                               | 2 episódios                                           |
| 2025          | Zero Day                                        | Presidente Evelyn Mitchell          | 6 episódios                                           |
| 2025          | Doctor Odyssey                                  | Athena Grant                        | Episódio: "Casino Week"                               |

### Teatro
| Ano  | Título                     | Papel            | Notas        |
| ---- | -------------------------- | ---------------- | ------------ |
| 1984 | Ma Rainey's Black Bottom   | Dussie Mae       | Broadway     |
| 1987 | Henry IV, Part 1           | Lady Percy       | Off-Broadway |
| 1988 | Joe Turner's Come and Gone | Martha Pentecost | Broadway     |
| 1998 | Macbeth                    | Lady Macbeth     | Off-Broadway |
| 2011 | The Mountaintop            | Camae            | Broadway     |

### Video game
| Ano  | Título                 | Papel   |
| ---- | ---------------------- | ------- |
| 2015 | Rainbow Six: Siege     | Six     |
| 2022 | Horizon Forbidden West | Regalla |

## Homenagens
Em 2018, ela recebeu um doutorado em Belas Artes (Honoris causa) da Yale University  e um doutorado em Letras Humanas (Honoris causa) da Old Dominion University em 2022.

## Prêmios e Indicações

#### Óscar
| Ano  | Categoria                | Trabalho                       | Resultado |
| ---- | ------------------------ | ------------------------------ | --------- |
| 1994 | Melhor Atriz             | Tina                           | Indicado  |
| 2023 | Melhor Atriz Coadjuvante | Black Panther: Wakanda Forever | Indicado  |
| 2024 | Oscar Honorário          | Pelo Conjunto da Obra          | Venceu    |

#### BAFTA
| Ano  | Categoria                | Trabalho                       | Resultado |
| ---- | ------------------------ | ------------------------------ | --------- |
| 2023 | Melhor Atriz Coadjuvante | Black Panther: Wakanda Forever | Indicado  |

#### Globo de Ouro
| Ano  | Categoria                                   | Trabalho                       | Resultado |
| ---- | ------------------------------------------- | ------------------------------ | --------- |
| 1994 | Melhor Atriz em Cinema - Comédia ou Musical | Tina                           | Venceu    |
| 2023 | Melhor Atriz Coadjuvante em Cinema          | Black Panther: Wakanda Forever | Venceu    |

#### Emmy Awards
| Ano  | Categoria                                           | Trabalho                          | Resultado |
| ---- | --------------------------------------------------- | --------------------------------- | --------- |
| 2002 | Melhor Atriz em Minissérie ou Telefilme             | The Rosa Parks Story              | Indicado  |
| 2014 | Melhor Atriz Coadjuvante em Minissérie ou Telefilme | American Horror Story: Coven      | Indicado  |
| 2015 | Melhor Atriz Coadjuvante em Minissérie ou Telefilme | American Horror Story: Freak Show | Indicado  |
| 2017 | Melhor Atriz Convidada em Série de Comédia          | Master of None                    | Indicado  |
| 2019 | Melhor Narração                                     | The Flood                         | Indicado  |
| 2020 | Melhor Narração                                     | The Imagineering Story            | Indicado  |
| 2020 | Melhor Atriz Convidada em Série de Comédia          | A Black Lady Sketch Show          | Indicado  |
| 2023 | Melhor Narração                                     | Good Night Oppy                   | Indicado  |
| 2024 | Melhor Narração                                     | Queens                            | Pendente  |

#### Critics' Choice Awards
| Ano  | Categoria                | Trabalho                       | Resultado |
| ---- | ------------------------ | ------------------------------ | --------- |
| 2023 | Melhor Atriz Coadjuvante | Black Panther: Wakanda Forever | Venceu    |